# Франческо Франча

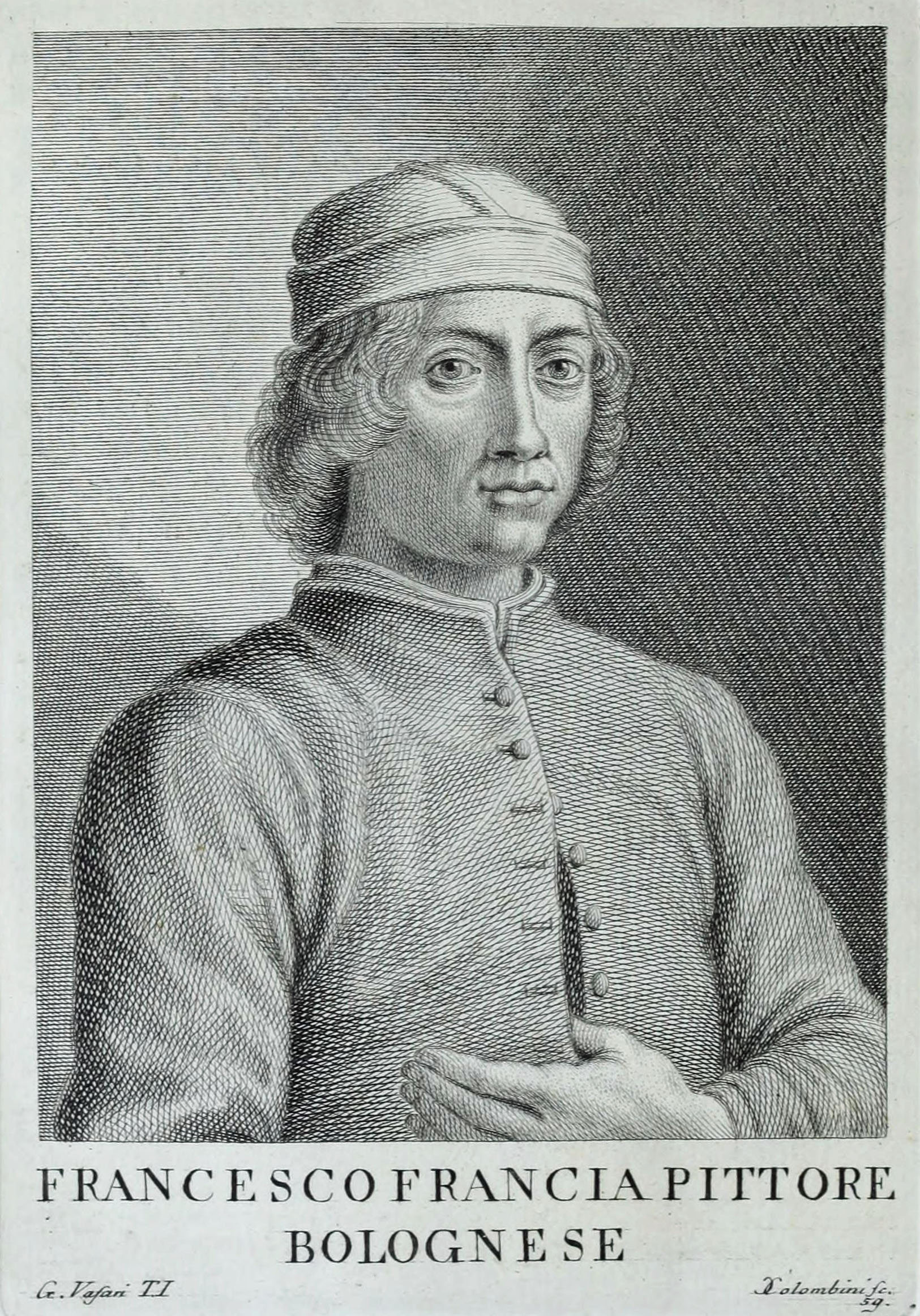
Франческо Франча

Франческо Франча, Франческо Райболіні (італ. Francesco Francia, італ. Francesco Raibolini; нар. 1450, Болонья — пом. 1517) — італійський художник межі 15-16 століть, представник болонської школи. Окрім живопису, створював також ювелірні вироби, медалі, гравюри, фрески, вівтарі.

## Життєпис
Народився в місті Болонья. Починав як учень в майстерні ювеліра. Добре малював із зразків і мав тверду руку, що дозволило працювати як ювеліру та медальєру. Престижність професії художника навернула юнака до живопису. Місто Болонья того часу, що перебувало під феодальною владою папи римського, потребувало церковних вівтарів. І Франческо Франча почав працювати в галузі сакрального живопису. Сам живопис опановував під керівництвом провінційного, другорядного художника Франческо Скварчоне.
1483 року став головою гільдії ювелірів міста Болонья. Перша згадка про митця як художника сягає 1486 року. Це породило серед дослідників припущення про досить пізнє звернення митця до ремесла художника. В Болоньї того часу працювали Лоренцо Коста і Ерколє де Роберті. Ймовірно, технічні навички створення фресок і вівтарів він удосконалював у співпраці з ними. 1506 року Франческо Франча отримав призначення на посаду надвірного художника в Мантуї. Але про здібного майстра і ювеліра не забули у Римі. Від папи Юлія ІІ Франческо Франча отримав призначення у монетний двір міста Бентівольйо, він був популярний як майстер виготовлення печаток, штампів для монет і медалей, ювелірних виробів з використанням гравіювання та чорної емалі.
Водночас працював художником. Створив фресковий цикл з життя святих Цецилії й Валентиніана.

## Художня манера

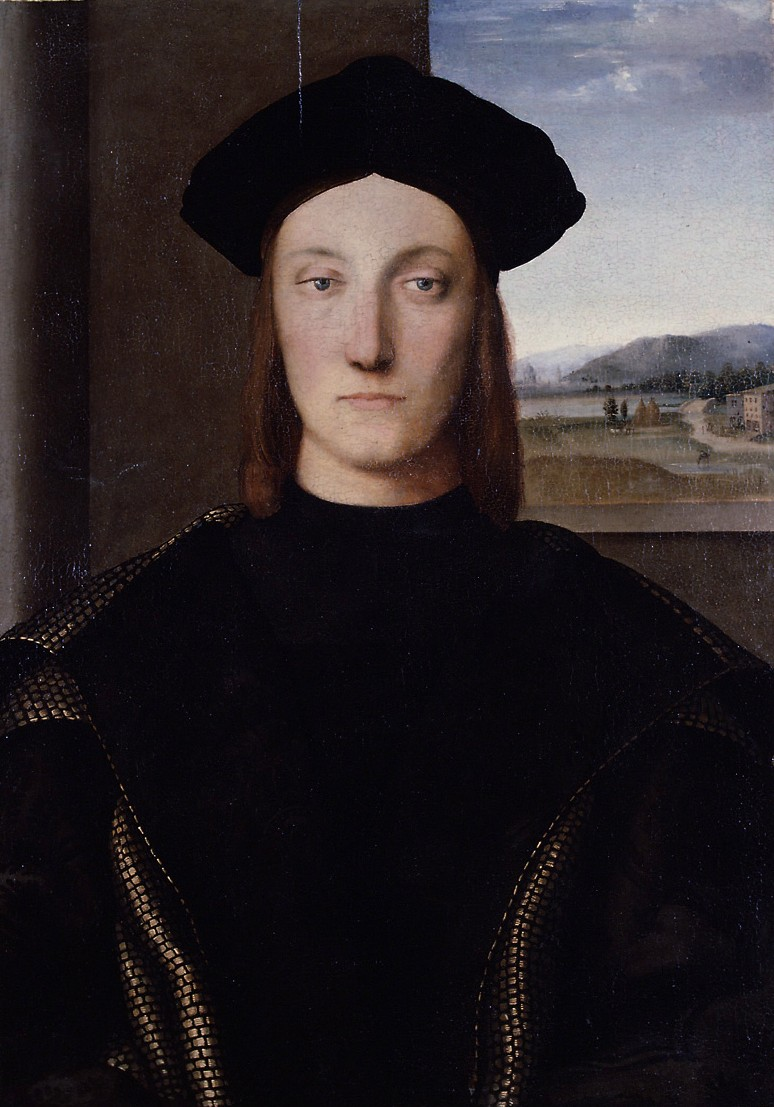
Портрет Гвідобальдо Монтефельтро.

Художня манера митця була досить несамостійною і еклектичною. В пізніх творах домінують образи і мотиви, вироблені Умбрійською школою. Риси умбрійців вдало тиражував ще Перуджино, який поставив виготовлення схожих картин на потік. Дещо подібне зробив і Франческо Франча, вдало експлуючи чужі знахідки, він поставив виготовлення схожих картин на потік, тільки в Болоньї. Персонажі картин Франческо Франча малорухливі, по провінційному задумливі, посередні та надто ідеалізовані (навіть якщо то пастухи). В його творчості, досить популярній в провінційній Болоньї, відбились всі недоліки болонської школи: експлуатація чужих художніх знахідок, надмірна ідеалізація, затверджені штампи популярних, але одноманітних, нуднуватих зразків.
Нечасто, але митець звертався до створення портретів. Портрети пензля Франческо Франча відзначаються схожістю з моделями й нагадують твори інших художників. 

## Вибрані твори

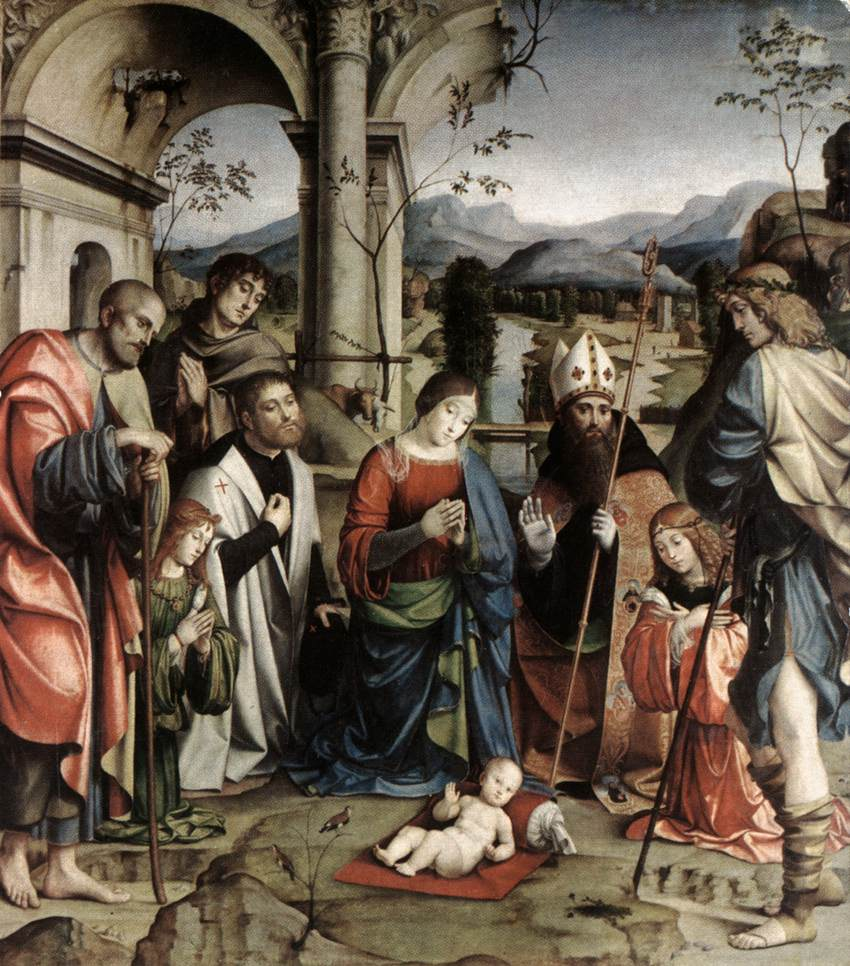
«Поклоніння пастухів», Національна пінакотека Болоньї.

- «Розп'яття зі Св. Іваном Хрестителем та Св Єронімом», палацо д'Аккурцио, Болонья
- «Мадонна з немовлям і Іваном Хрестителем», Музей образотворчих мистецтв, Будапешт
- «Хрещення в Йордані»
- «Свята Родина», Музей образотворчих мистецтв, Будапешт
- «Мадонна з немовлям в пейзажі»
- Вівтар «Мадонна на троні з чотирма святими», церква Св. Івана
- «Мадонна на троні зі Св. Лаврентієм та Св. Єронімом», Ермітаж, Санкт-Петербург
- «Мадонна з немовлям і святими Домініком та Антонієм Падуанським», Ермітаж, Санкт-Петербург
- «Покладання у труну», Ермітаж, Санкт-Петербург
- «Мадонна з немовлям і янголом», Музей мистецтв Карнегі
- «Поклоніння пастухів», Національна пінакотека Болоньї
- «Портрет Бартоломео Б'янкіні», Національна галерея, Лондон
- «Портрет Гвідобальдо Монтефельтро»
- «Портрет Еванджеліста Скаппі»
- «Федеріго Гонзага ІІ в 10-річному віці»
- «Єпископ Альтобелло Аверольді», Національна галерея мистецтв, Вашингтон